# UTC

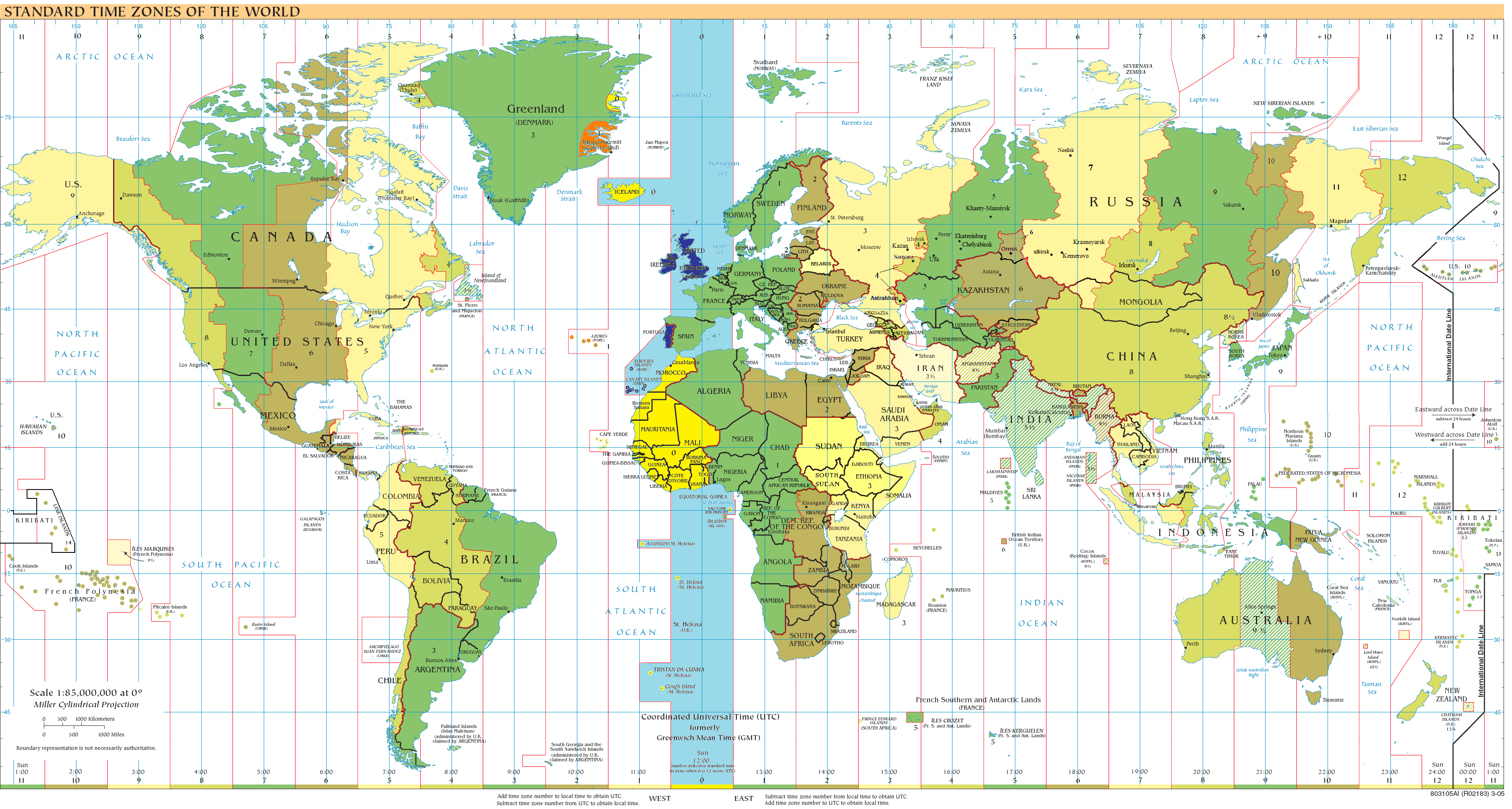
Plaatsen waar de klok gelijk loopt met UTC
wintertijd
zomertijd
gehele jaar (land)
gehele jaar (op zee)

UTC (Engels: Universal Time Coordinated; in het Nederlands ook aangeduid als gecoördineerde wereldtijd) is sinds 1972 een internationale tijdsaanduiding, gebaseerd op een atoomklok en gecoördineerd met de rotatie van de aarde. Deze standaardtijd is de opvolger van Greenwich Mean Time (GMT) en verschilt daar nooit meer dan een seconde van. De gecoördineerde tijd is van belang wanneer tijden wereldwijd afgestemd moeten worden, bijvoorbeeld voor transport of communicatie.

## Etymologie
De volgorde van de letters in de internationale afkorting 'UTC' is een compromis tussen het Engelse Coordinated Universal Time – wat zou resulteren in de afkorting 'CUT' – en het Franse Temps Universel Coordonné – wat zou resulteren in de afkorting 'TUC'. Bijgevolg is de overeengekomen afkorting in beide talen een niet correcte representatie van de voluit geschreven uitdrukking. In het Engels wordt UTC daarom ook wel uitgeschreven als "Universal Time Coordinated".
In leger, zee- en luchtvaart wordt UTC ook wel aangeduid als "Zulu time", verwijzend naar nul-meridiaan of "zero meridian". De code voor 'z' is in het NAVO-spellingsalfabet 'zulu'.

## Definitie
Hoewel de tijd ruwweg overeenkomt met GMT zijn ze niet exact hetzelfde. GMT is een tijdzone die met name in Europa en Afrika gebruikt wordt en UTC is een tijdstandaard die niet aan een tijdzone gekoppeld is. UTC wordt voornamelijk in computersystemen gebruikt en is in een aantal vakgebieden de standaardtijd. Tijdzones worden in systeemtoepassingen vervolgens afgeleid van UTC, bijvoorbeeld UTC+1. In reguliere communicatie wordt soms nog een tijdzone gebruikt, bijvoorbeeld GMT+1. Om het door de vertraagde aardrotatie veroorzaakte verschil te compenseren, moeten er schrikkelsecondes worden gebruikt. Het verschil is nooit meer dan een seconde en voor de meeste toepassingen dan ook niet van belang.

## Notatie
Bij grensoverschrijdende toepassingen (bijvoorbeeld het internet) worden tijdstippen vaak in UTC en op een universele manier genoteerd, onder andere met behulp van een 24-uursnotatie (dus zonder am/pm) zonder punten. De tijdsnotatie 1315 betekent dus kwart over 1 's middags volgens de standaardconventie (op de meridiaan van Greenwich).
De volledige notatie is vastgelegd in ISO-standaard ISO 8601 en het gebruik ervan wordt, weliswaar mét scheidingstekens, ook aanbevolen door het W3C (World Wide Web Consortium).
De tijd in een bepaalde tijdzone wordt aangegeven met het verschil ten opzichte van UTC. Zo wordt de tijd die vijf uur achterloopt op UTC (UTC−5) aangeduid met bijvoorbeeld 21:50−05:00. Een tijdstip in de UTC-zone zelf, UTC+0, wordt soms aangeduid met een Z (van Zulu time), bijvoorbeeld 21:50Z. De meest uitgebreide notatie, met ook de datum, minuten en seconden erbij, is 2016-03-27T21:50:15−05:00, waarbij de T de datum en tijd scheidt. Dit voorbeeld geeft UTC−5 aan en drukt exact hetzelfde moment in de tijd uit als 2016-03-28T02:50:15Z (de datum en tijd in UTC; merk op dat de datum in dit voorbeeld dan al een dag voorloopt).
In West-Europa, uitgezonderd de Britse eilanden, Canarische Eilanden en Portugal geldt Midden-Europese Tijd, met in de winter UTC+1 en in de zomer UTC+2 (respectievelijk 1 en 2 uur later dan de standaardtijd). Op de Britse eilanden, Canarische Eilanden en in Portugal geldt West-Europese Tijd, met in de winter UTC en in de zomer UTC+1.

## Gebruik
Een toepassing waarbij de verwijzing naar UTC belangrijk is, is de tijdsbepaling in de scheep- en luchtvaart. In pilotbooks, getijdentabellen en weerrapporten wordt veelal gebruikgemaakt van UTC. De gebruiker van deze hulpmiddelen zal normaliter weten hoe de plaatselijke tijdzone zich verhoudt tot de gecoördineerde wereldtijd.
Wereldwijd uitzendende radiostations gebruiken UTC bij het publiceren van de programmagegevens. De digitale tachograaf maakt ook gebruik van UTC, wat de controle van internationaal vervoer op rij- en rusttijden vergemakkelijkt.

## UT
UTC is een versie van UT (Universal Time); het verschil is dat UT gebaseerd is op de aardrotatie in relatie tot ver verwijderde sterren en quasars, met aanpassingen om deze tijd meer in overeenstemming te laten zijn met de zonnetijd. Indien nodig wordt er een schrikkelseconde ingelast in UTC-tijd om deze in overeenstemming te brengen met UT. UTC wijkt hooguit 1 seconde af van UT-tijd. Andere versies van UT zijn UT0, UT1, UT1R en UT2.